# Thunbergia amoena
Thunbergia amoena är en akantusväxtart som beskrevs av C. B. Cl.. Thunbergia amoena ingår i släktet thunbergior, och familjen akantusväxter. Inga underarter finns listade i Catalogue of Life.